# Walter Simons
Walter Simons (Elberfeld, Renània (Prússia), 1861 - Potsdam, Imperi Alemany, 1937) fou un advocat i polític alemany. Fou el president del Reichsgericht de 1922 a 1929.
Walter Simons era un estudiant del jurista Rudolf Sohm i fou influenciat per l'humanisme i el pietisme luterà. Després d'estudiar història, filosofia, dret i economia a Estrasburg, Leipzig i Bonn, va començar la seva carrera en dret el 1882 com a assistent legal i, el 1893, es va convertir en jutge a Velbert. Posteriorment, també va treballar a la Reichsjustizamt el 1905 i a l'Oficina de Relacions Exteriors.
El 15 d'octubre de º9º8, poc després de la revolució Alemanya, el canceller Max von Baden el va fer assessor en llei internacional. El novembre de 1918, Simons esdevingué Ministerialdirektor i cap del departament jurídic del Ministeri d'Exteriors. El 1919, essent un treballador molt proper al Ministre d'Exteriors, Ulrich von Brockdorff-Rantzau, va ser nomenat Unterstaatssekretär  i Generalkommissar de la delegació alemanya al Palau de Versalles en les converses de pau després de la Primera Guerra Mundial. Com que s'oposava a la signatura del Tractat de Versalles, Simons va dimitir del seu càrrec (einstweiliger Ruhestand) i esdevingué director executiu de la Reichsverband der deutschen Industrie (l'associació d'industrial). El 1920, va dimitir de la Lliga pangermànica, on havia tingut un càrrec executiu entre 1903 i 1907. Des del 25 de juny de 1920 al 4 de maig de 1921 va ser ministre de Relacions Exteriors d'Alemanya, sense afiliació a un partit en el govern Fehrenbacher, que va ser un govern de coalició integrat pel Partit del Centre, el Partit Democràtica Alemanya i el Partit del Poble Alemany. Com a tal, va representar Alemanya a la Conferència de Spa el juliol de 1920 i a la Conferència de Londres el març de 1921.
De 1922 a 1929, Simons va ser el president de la Reichsgericht a Leipzig. Com a tal, després de la mort de Friedrich Ebert, el febrer de 1925, va actuar com a Cap d'Estat de la República de Weimar en funcions del 12 març al 12 de maig de 1925, quan Paul von Hindenburg va assumir el càrrec. En el període previ a les eleccions el 1925, Simons va ser suggerit com un candidat més, però no en va sortir res d'ell. Va renunciar a la seva posició al Reichsgericht en protesta per una ingerència inconstitucional del Govern en un judici pendent. A partir del 1929, Simons fou un professor de dret internacional a Leipzig.
També va ser membre de l'Església Evangèlica Alemanya de la Comissió i, de 1925 a 1935, va ser president del Congrés Social Evangelista. Juntament amb Hans von Seeckt, Simons van formar la junta directiva de l'SeSiSo-Club, que va posar en esdeveniments culturals en el Kaiserhof Hotel a Berlín per als burgesos liberals (la formació burgesa), sovint en col·laboració amb la Gesellschaft Deutsche 1914 ", el president era Wilhelm Solf. Aquesta reunió també va tenir lloc en el moment de l'arribada de Hitler al poder, com Harry Graf Kessler sostenia un discurs per als membres del club a Hotel Kaiserhof. Els ex membres de la SeSiSo-Club més tard, en gran manera van integrar el cercle Solf, un grup de resistència. Walter Simons també va representar la denominació Luterana internacionalment en la Conferència d'Estocolm el 1925. Va ser el pare de Hans Simons, padrastre d'Ernst Rudolf Huber i l'avi de Wolfgang Huber.